# محمد بن عبد العزيز بن ماضي
محمد بن عبدالعزيز بن جاسر بن ماضي (1318هـ - 5 رجب 1372هـ) (1900م - 31 مارس 1953م) أمير ورجل دولة سعودي. تولى إمارة روضة سدير وعدد من المناطق السعودية ومنها القنفذة وجازان وضباء ومقاطعة الظهران، وأحد رجالات نجد الذين شاركوا في اجتماع الجمعية العمومية في نجد عام 1347هـ (مؤتمر أعيان الرياض) وساهموا في نشأة المملكة العربية السعودية تحت راية الملك عبدالعزيز بن عبدالرحمن آل سعود.

### نسبه
هو محمد بن عبدالعزيز بن جاسر بن عبدالعزيز بن ماضي. ينتمي إلى أسرة آل ماضي المزاريع من بني عمرو بن تميم. انتقل جد الأسرة مزروع بن رفيع من بلدة قفار في منطقة حائل إلى روضة سدير في القرن السابع الهجري، وانتشرت ذرية مزروع في روضة سدير وامتدت إلى بقية مناطق إقليم نجد وخارجه، فيما استقر جزء منهم في روضة سدير مثل أسرة آل ماضي التي ينتمي لها محمد بن عبدالعزيز بن ماضي.

### سيرته
تربط والده عبدالعزيز بن جاسر بن ماضي، أمير روضة سدير في زمانه، علاقة وثيقة بالملك عبدالعزيز. وقد امتدت هذه العلاقة الوطيدة لتشمل أبناءه من بعده، ومنهم ابناه محمد بن عبدالعزيز بن ماضي وشقيقه عبدالعزيز بن عبدالعزيز بن ماضي الذي ولد بعد وفاة أبيه بعدة أشهر. فقد اهتم الملك عبدالعزيز بعد وفاة عبدالعزيز بن جاسر بن ماضي بولديه محمد وعبدالعزيز اهتماماً خاصاً، وكانا من المقربين لجلالته. حيث تولى الأمير محمد بن عبدالعزيز إمارة روضة سدير في سن صغيرة بعد وفاة والده، ثم وفاة أخيه الأكبر الأمير جاسر، وذلك في عام 1333هـ -1915م، بأمر من الملك عبدالعزيز رحمه الله، بعد أن رأى فيه علامات الفطنة والذكاء.
وقد شارك الأمير محمد بن ماضي في العديد من غزوات الملك عبدالعزيز، مثل الأحساء وعسير والمدينة المنورة وحصار جدة وجازان والحرب السعودية اليمنية وغيرها. كما ارتبط بعلاقة وثيقة بالأمير محمد بن عبدالعزيز آل سعود.
ثم أمر الملك عبدالعزيز بتعيينه أميراً على مقاطعة ضباء في الناحية الشمالية الغربي من المملكة وذلك في عام 1352هـ (1933م). وفي عام 1354هـ (1935م) صدر أمر جلالة الملك عبدالعزيز بتولي الأمير محمد بن عبدالعزيز بن ماضي إمارة القنفذة. ثم صدر الأمر الملكي في عام 1355هـ (1936م) بتعيين محمد بن ماضي أميراً على منطقة جازان. وفي عهده تم إنشاء أول مدرسة ابتدائية في جازان وذلك في عام 1356هـ (1937م)، كما تم في عهده إنشاء أول مركز شرطة في جازان، وكذلك إنشاء أول مدرستين في كل من صبيا وأبو عريش. وفي عام 1358هـ (1939م)، صدر أمر جلالة الملك عبدالعزيز رحمه الله بتعيينه أميراً على مقاطعة الظهران، وذلك بعد فترة وجيزة من اكتشاف البترول فيها، وبقي أميراً على الظهران حتى عام 1364هـ (1945م). وقد قام رحمه الله بواجباته على أكمل وجه في جميع المناطق التي تولى إمارتها.
وقد ذكر عدد من الشعراء الأمير محمد بن عبدالعزيز بن ماضي في قصائد تثني على كرمه وخصاله الحميدة، ومنهم الشيخ سلمان بن حمد آل خليفة حاكم البحرين السابق، والشيخ محمد بن عيسى آل خليفة، والشيخ عبدالله بن عيسى آل خليفة، والشاعر غازي بن عضيب الدعجاني وحمد العيسى وعبدالعزيز السيف وغيرهم.

### أبناؤه وبناته
- الجوهرة بنت محمد بن ماضي
- عبدالعزيز بن محمد بن ماضي
- عبدالله بن محمد بن ماضي
- حمد بن محمد بن ماضي
- نورة بنت محمد بن ماضي

وقد توفي له عدد من الأبناء والبنات الآخرين في سن صغيرة.

### مرضه ووفاته
أصيب الأمير محمد بن ماضي بمرض عضال أثناء تواجده في الظهران، وفي عام 1364هـ، اشتد عليه المرض، وطلب من جلالة الملك عبدالعزيز إعفاءه من منصبه ليتمكن من العودة إلى مسقط رأسه روضة سدير. وقد حظي طلبه بقبول جلالة الملك عبدالعزيز الذي أصدر أمره الكريم بإعفائه من منصبه في عام 1364هـ (1945م). ثم صدر أمر جلالة الملك عبدالعزيز بعلاج الأمير محمد بن ماضي في لبنان على نفقة الدولة. ومكث في أحد مستشفياتها مدة إلى أن توفاه الله في 5 رجب 1372هـ (31 مارس 1953م) عن عمر يقارب 54 عاماً تقريباً، قضاها في خدمة مليكه ووطنه.

### قالوا عنه

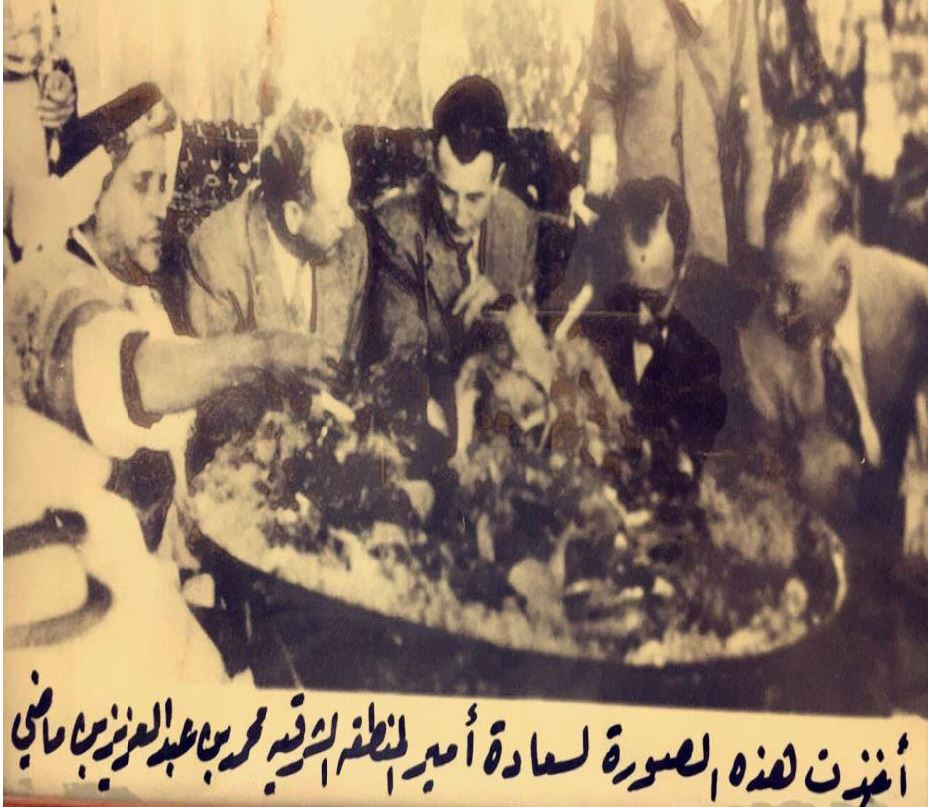
محمد بن ماضي أمير مقاطعة الظهران يستضيف عددا من مسؤولي أرامكو

قال المؤلف عمر بن أحمد الجازاني الهاشمي عن فترة حكم الأمير محمد بن ماضي في جازان:
| محمد بن عبد العزيز بن ماضي | ... فكانت البلاد آمنة مطمئنة، وقد أعطاه الله من مكارم الأخلاق ورزقه حلمًا وتواضعًا، وكان يصدع بالحق وحسن أخلاقه وطلاقة وجهه وندى يمينه جوادًا وبرًا، وفراسة يدرك بها طبائع الناس، وحنكة تنبيك عنه أنه صعب المراس، وأرق الناس حواسًا، وأظرفهم إيناسًا، فكان كريمًا جوادًا سمحًا، وظلت الوفود في أيامه من كل الجهات تقصده لكرمه المشهور. | محمد بن عبد العزيز بن ماضي |

يقول عنه الشيخ حمد الجاسر:
| محمد بن عبد العزيز بن ماضي | إن الأمير محمد بن ماضي لديه ميل إلى البحث في التاريخ، وخاصة فيما يتعلق بأخبار العرب وأنسابهم، وله عناية خاصة بذلك، وخاصة فيما يتعلق بأنساب المتأخرين. كان ابن ماضي رحمه الله من الأفذاذ القلائل الذين يتصفون بقوة الشخصية وبالاعتزاز بكرامة النفس. | محمد بن عبد العزيز بن ماضي |

يقول عنه عبدالله فيلبي
| محمد بن عبد العزيز بن ماضي | لقد كان الأمير محمد بن ماضي رجلاً عظيماً ذا سمات مستبشرة، وهو رجل عمل أكثر منه فيلسوفاً، وكثير الشفقة تجاه الفقير والضعيف. لقد كانت فطرته السليمة في الحكم على الأشياء مثيرة للعجب، وقد كان كرمه خارج إطار اللوم. | محمد بن عبد العزيز بن ماضي |

يقول عنه الشيخ عبدالله بن خميس
| محمد بن عبد العزيز بن ماضي | كان رحمه الله أديبًا حافظًا عارفًا، وكان يملأ الندى بأحاديثه الشيقة ورواياته ومعرفته، خصوصًا لمعرفة رجالات أهل نجد وأسرهم وأنسابهم وأحوالهم، وكان رحمه الله من الأفذاذ الذين يضن بهم الزمن، لا سيما في المجالات التي تحدثنا عنها. | محمد بن عبد العزيز بن ماضي |